# Aivar Anniste
Aivar Anniste (Põltsamaa, 18 februari 1980) is een voormalig profvoetballer uit Estland die speelde als middenvelder. Hij kwam onder meer uit voor de Estische club Flora Tallinn en beëindigde zijn loopbaan in 2010 bij Nõmme United.

## Interlandcarrière
Anniste maakte in 1997 voor het eerst zijn opwachting bij de nationale ploeg van Estland. Onder leiding van bondscoach Teitur Thórdarson maakte hij zijn debuut op 27 november 1997 in de vriendschappelijke uitwedstrijd tegen de Filipijnen (0-1) in Manilla, net als Maksim Smirnov en Eigo Mägi. Anniste viel in dat duel na 85 minuten in voor Urmas Rooba. Hij kwam tot een totaal van 45 interlands en drie doelpunten.